# 约瑟夫·艾伯特·沃克
约瑟夫·艾伯特·沃克（1921年2月20日—1966年6月8日）是一位美国二战飞行员、實驗物理學家和宇航员，曾担任X-15試驗機试飞员，1962年获NASA杰出服务奖章，1966年死于航空事故。